# Iglesia de Santa María Magdalena (Valladolid)
La iglesia de Santa María Magdalena es una iglesia parroquial católica de Valladolid. Se encuentra en la calle Colón, frente a la Casa Museo de Colón y junto a la Facultad de Medicina de la Universidad de Valladolid y el Monasterio de las Huelgas Reales.

## Historia

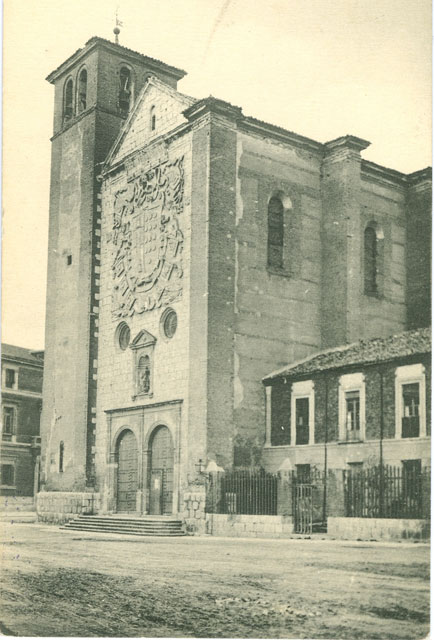
La iglesia a principios del.

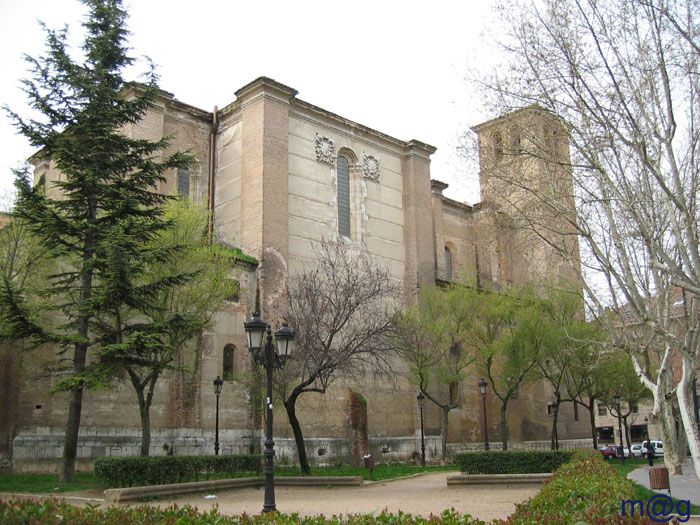
Vista de la iglesia desde la facultad de medicina.

Los orígenes de la iglesia datan de mediados del siglo XII, cuando, sobre una de las puertas de la muralla de Valladolid, que se encontraba en el ámbito de la actual iglesia, se erigió una pequeña capilla. Hacia 1538 fue edificada, asociada al edificio medieval, una capilla sepulcral mandada construir por el doctor Corral. Esta capilla posee planta cuadrangular y se cubre con bóveda de terceletes y combados. 
El abulense Pedro de la Gasca reconstruyó a partir de 1566 toda la iglesia parroquial, con la idea de que sirviera de enterramiento suyo y que pregonara su grandeza. De la Gasca demostró fidelidad a la Corona ya desde la Guerra de las Comunidades de Castilla en 1521. El 16 de febrero de 1546 Carlos V le nombró presidente de la Audiencia de Lima y, a su vuelta, obispo de Palencia y de Sigüenza, donde murió en 1567. 
Lo primero realizado fue la capilla mayor, interviniendo en la construcción Rodrigo Gil de Hontañón y otros artistas de primer orden. Debajo se dispuso una gran cripta para alojar los restos mortales del patrono y sus familiares.
A partir de 1570 se realizó el cuerpo de la iglesia. El diseño inicial, obra de Gil de Hontañón, era un templo en forma de cruz latina, con una única nave de grandes proporciones, con tres tramos y coro alto a los pies, con grandes contrafuertes al exterior para contrarrestar a las bóvedas. Sin embargo, el crucero del lado de la Epístola no pudo ser realizado al estar en su solar la capilla del Doctor Corral. Se ofreció a los descendientes de este demoler la capilla y reedificarla en un lugar adecuado y abierta a la nave de la nueva iglesia. Los descendientes del doctor Corral se negaron y por ello la iglesia actual muestra la notable asimetría de no tener el brazo del crucero del lado de la Epístola. Por el exterior se puede ver incluso cómo están dispuestos los arranques de las bóvedas que hubieran cubierto ese brazo del crucero no realizado. Todo el edificio está realizado en ladrillo, tapial y piedra, esta última reservada para los lugares más nobles y más comprometidos constructivamente.

## Arquitectura

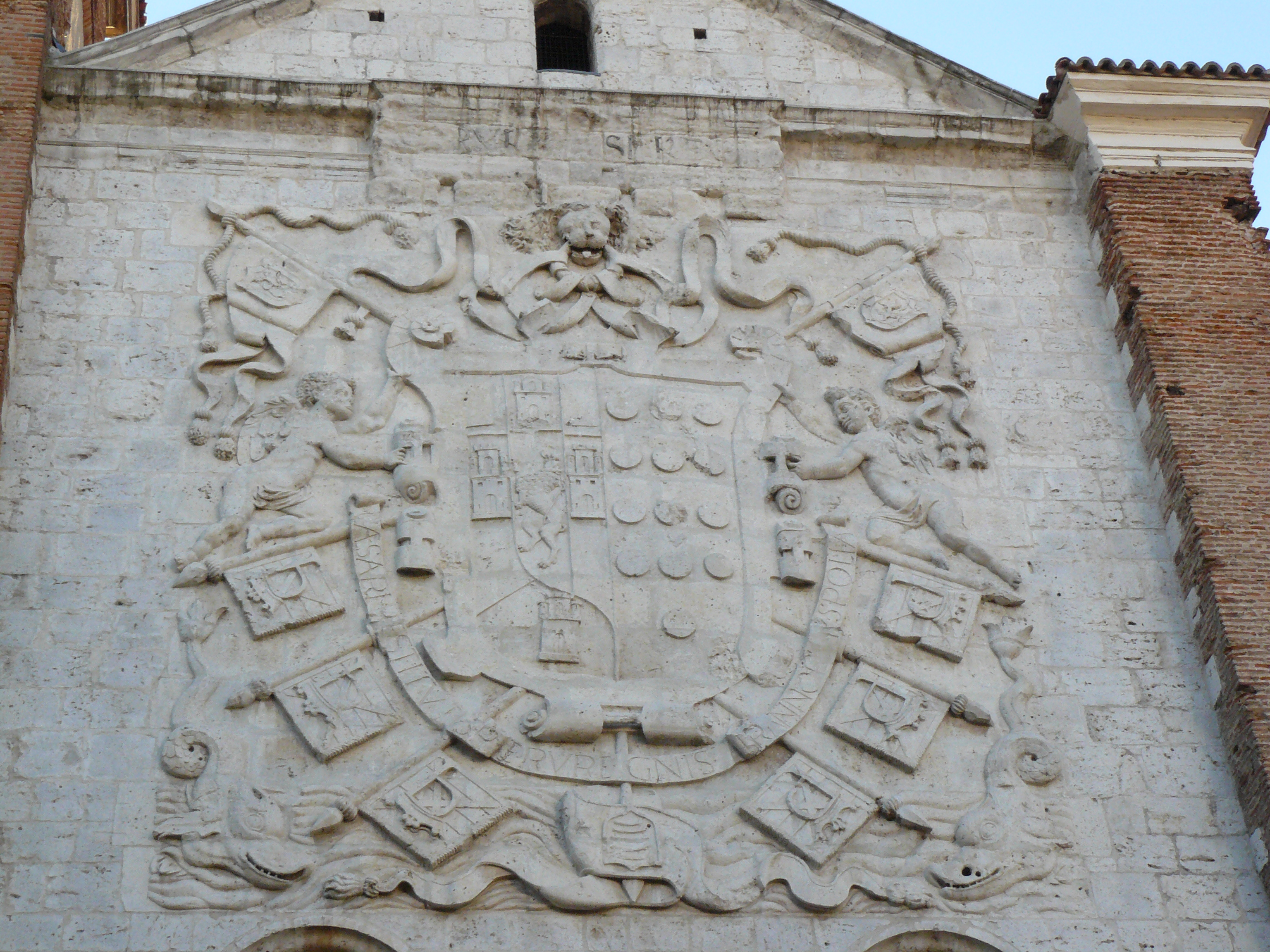
El gran escudo de De la Gasca, presidiendo la fachada de los pies.

### Exterior
La majestuosa fachada de los pies presenta un gran rectángulo de piedra y está presidida por el descomunal escudo de estilo renacentista del patrón, que deja evidencia de su identidad, de su patronazgo, y así asegura su paso a la posteridad. Es el escudo esculpido en piedra más grande del mundo. En la parte inferior, la fachada lleva dos puertas gemelas de medio punto y al lado del evangelio se levanta una torre de planta cuadrada con un cuerpo superior de campanas, torre que fue reconstruida en la década de 1940, respetando totalmente su fisonomía original, ya que se hundió en 1938 debido al mal estado de sus fábricas.

### Interior

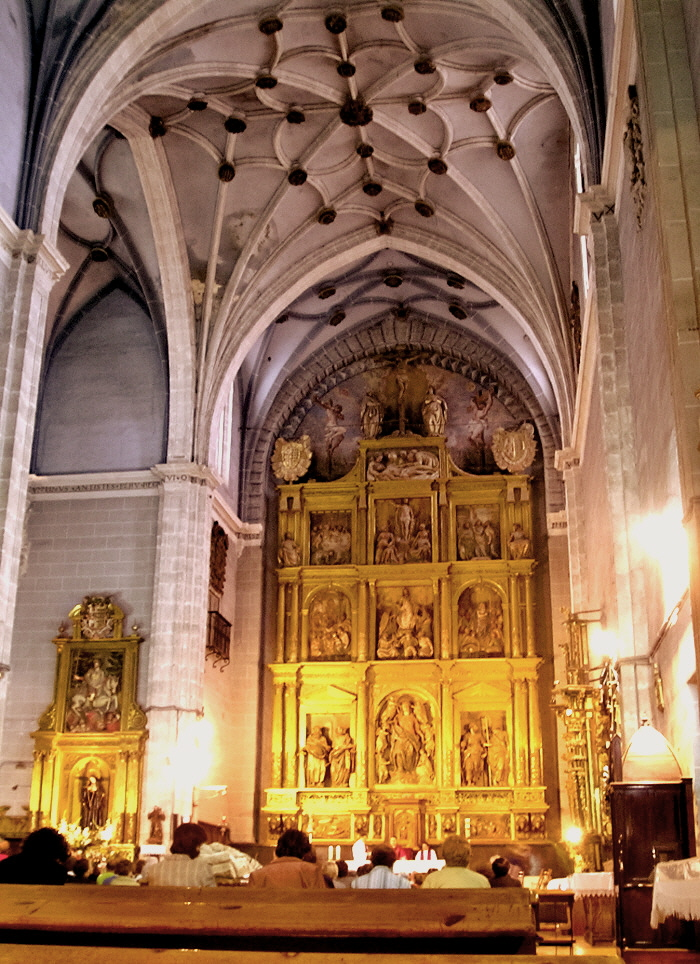
Interior con el retablo mayor de Esteban Jordán.

A pesar de las avanzadas fechas en las que fue realizado, el templo se cubre con bóvedas de crucería estrellada, con terceletes y combados. En las claves muestra las armas del patrono, que se repiten en numerosos lugares del interior y exterior del edificio. A lo largo de las paredes del templo, a la altura del arranque de las bóvedas, corre un friso con una leyenda relativa al Patronato del templo. El maestro de obras Francisco del Río fue el encargado de la construcción.
En el interior destaca el sepulcro de Pedro de la Gasca, en alabastro y jaspe, obra del escultor romanista Esteban Jordán. El obispo aparece con todos sus atributos episcopales: capa pluvial, mitra y báculo. En un principio este sepulcro se encontraba en la capilla mayor, aunque fue trasladado a mediados del siglo XX a su localización actual, en el centro de la nave de la iglesia, para desentorpecer el culto.
El retablo mayor posee traza manierista y las esculturas se deben también a Jordán que trabajó en ellas de 1571 a 1575, encargándose de la arquitectura, escultura y policromía. El retablo muestra banco, tres cuerpos y ático, con tres calles. En el banco se encuentran pasajes de la vida de Santa María Magdalena. Una imagen de la santa dispuesta en el primer cuerpo y representada en el momento de su traslación, preside el retablo. En los cuerpos segundo y tercer y en el ático, se encuentran pasajes de la vida de Cristo en relieve. El retablo se corona con un Calvario, flanqueado por sendos escudos de De la Gasca.

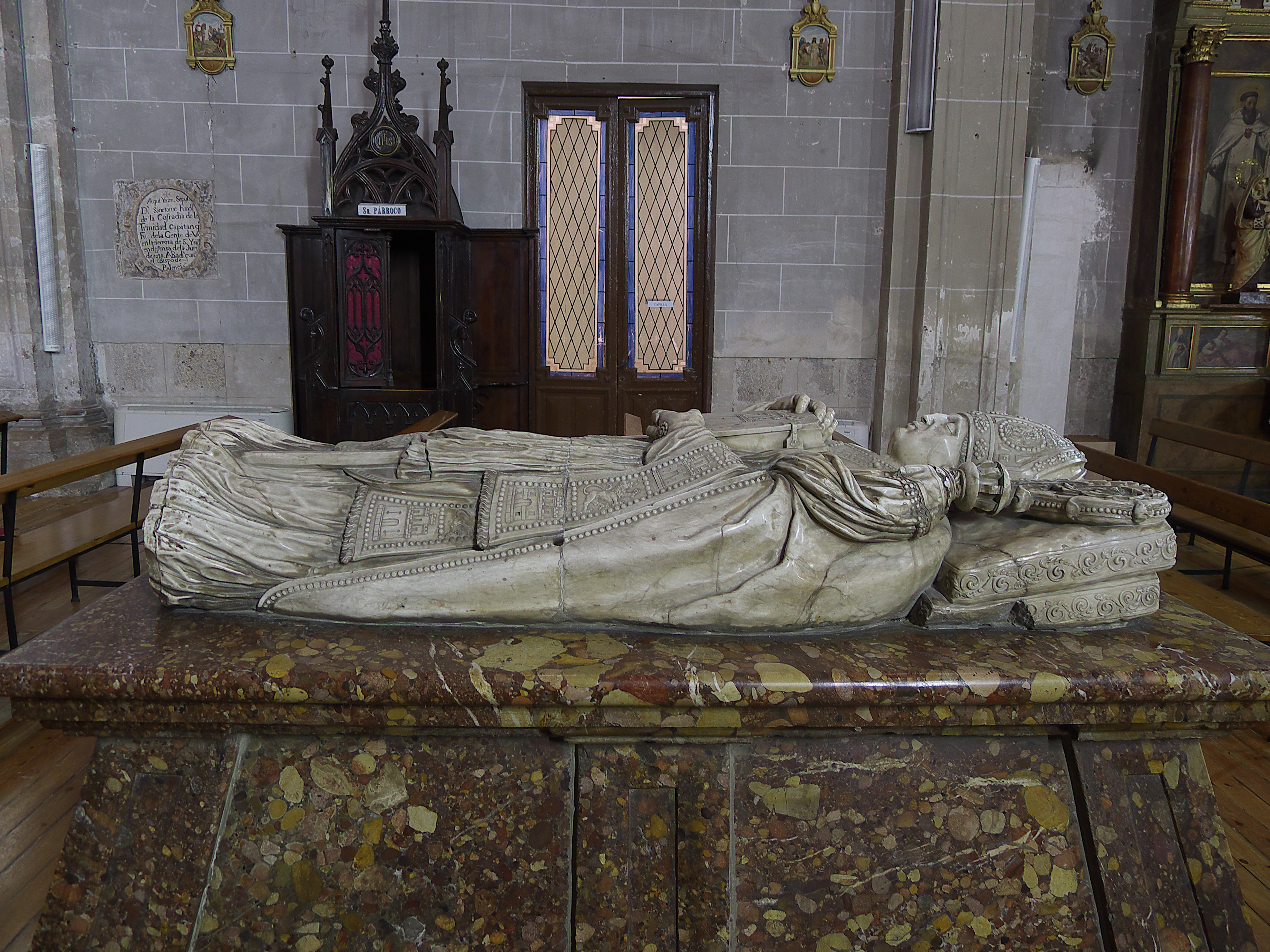
Sepulcro del obispo Pedro de la Gasca en la iglesia de la Magdalena obra de Esteban Jordán.

La capilla del Doctor Corral, a la que anteriormente se hizo mención, está presidida por un magnífico retablo plateresco tallado a mediados del siglo XVI por Francisco Giralte, que muestra pasajes de la vida de Cristo. Se trata de uno de los retablos señeros de su época. En la misma capilla también existe una notable reja de hierro coetánea del retablo. 
En otra de las capillas se encuentra el Cristo de las Batallas, obra de Francisco de Rincón y que es muy similar al Cristo de los Carboneros de la iglesia de las Angustias. Ambas obras participan en las procesiones de la Semana Santa de Valladolid. En el crucero, en un retablo barroco con temas de la Pasión de Cristo figura el Cristo del Perdón, obra de la segunda mitad del siglo XVII. En la sacristía hay un crucifijo de escuela de Jordán y en el coro alto, un órgano barroco del siglo XVIII, que ha perdido sus tubos.